# Joido állomás
Joido (Yeouido) állomás a szöuli metró 5-ös és 9-es vonalának állomása, Jongdungpho-ku (Yeongdeungpo-gu)ban található.

## Viszonylatok
| 5-ös vonal                                       | 5-ös vonal    | 5-ös vonal                                                                 |
| ------------------------------------------------ | ------------- | -------------------------------------------------------------------------- |
| Singil Panghva (Banghwa) felé                    | Fő vonal      | Joinaru (Yeouinaru) Szangil-tong (Sangil-dong) vagy Macshon (Macheon) felé |
| 9-es vonal                                       |               |                                                                            |
| Parlament Kehva (Gaehwa) felé                    | személyvonat  | Szetkang (Saetgang) Veteránkórház felé                                     |
| Tangszan (Dangsan) Kimpho (Gimpo) repülőtér felé | expresszvonat | Norjangdzsin (Noryangjin) Veteránkórház felé                               |